# Martin Neubauer
Martin Neubauer (* 17. April 1973) ist ein österreichischer Schachspieler sowie -trainer und Internationaler Meister.

## Leben
Martin Neubauer wuchs in der Tiefgrabenrotte in Frankenfels (Niederösterreich) als Sohn eines Installateurs und einer Hauptschullehrerin auf. Nach dem Besuch der örtlichen Volks- und Hauptschule maturierte er am Bundesoberstufenrealgymnasium in St. Pölten, danach studierte er an der Universität Wien. Er führt den akademischen Grad Magister.
Nachdem er als Lehrer an der Universität Breslau in Polen tätig gewesen war, folgten mehrere Aufenthalte in Brasilien. Aktuell ist er Lehrer an der HTL Wien West und unterrichtet Deutsch, Geographie und Geschichte.
Unter anderem spielte er in der österreichischen Bundesliga (bis 2003 Staatsliga) von 1999 bis 2002 für den SV NÖ Melk-Wachau, in den Saisons 2008/09 und 2012/13 für den ASVÖ St. Veit sowie in der Saison 2017/18 für den SK Ottakring, wurde Trainer der Nationalmannschaft von Trinidad und Tobago und war Jugendtrainer des Österreichischen Schachbundes. Von 2005 bis 2007 spielte er in Bayern für die Schachgemeinschaft Traunstein/Traunreut, 2008 wechselte er zum deutschen Oberligateam SV 1930 Hockenheim und gehörte bei diesem in den Saisons 2011/12 und 2012/13 zum Kader der 1. Bundesliga.
In der slowakischen Extraliga spielte er von 2007 bis 2011 für den ŠKŠ Dubnica.

## Erfolge im Schach
Martin Neubauer spielt schon seit seiner frühen Jugend Schach und gewann hier zahlreiche regionale Turniere. Sein größter Erfolg war der österreichische Vize-Staatsmeistertitel der Jugend. 1989/1999 erreichte er den zweiten Platz in der österreichischen Fernschach-Staatsmeisterschaft.
2003 wurde er bei den Österreichischen Staatsmeisterschaften in Hartberg hinter Nikolaus Stanec und Norbert Sommerbauer Dritter. Bei den Staatsmeisterschaften 2005 in Gmunden erreichte er hinter Nikolaus Stanec den zweiten Platz.
Für die österreichische Nationalmannschaft nahm Martin Neubauer an den Schacholympiaden 2000 in Istanbul, 2002 in Bled, 2004 in Calvià, 2006 in Turin, 2008 in Dresden, 2010 in Chanty-Mansijsk und 2012 in Istanbul teil, außerdem an allen sechs Mannschaftseuropameisterschaften von 2001 bis 2011.
Seit September 2001 trägt er den Titel Internationaler Meister, seit 2006 ist er FIDE-Trainer. Im Februar 2015 lag er auf dem 14. Platz der österreichischen Elo-Rangliste der aktiven Spieler.